# Aurach (Nassach)
Die Aurach ([ˈaʊ̯ʁax] ) ist ein ganzjähriges Fließgewässer 2. und  3. Ordnung im unterfränkischen Landkreis Haßberge in Nordbayern. Sie ist ein linker 9,5 km langer, nordnordöstlicher und linker Zufluss der Nassach.

## Name
Der Name setzt sich zusammen aus ahd. ūr 'Auerochse' und ahd. -aha für 'fließendes Gewässer'. Er hat entsprechend die Bedeutung 'Bach, an dem Auerochsen weiden'.

## Geographie

### Verlauf
Die 9,5 km lange Aurach entsteht nördlich von Eichelsdorf aus dem Zusammenfluss zweier Quellbäche. Diese entspringen aus Karstquellen an der Südflanke der Haßberge im Rottensteiner Forst. Sie fließt von dort weitgehend in südlicher Richtung, am südöstlichen Rand der Stadt Hofheim vorbei, unterquert die B 303 zum nordwestlichen Ortsrand von Ostheim hin. Dort verschwenkt das Flüsschen in südwestliche Richtung und mündet am nördlichen Ortsrand von Rügheim von links in die Nassach, einen Zufluss des Mains.
Die Quellen liegen im Landschaftsschutzgebiet Haßberge der weitere Fließverlauf liegt im NSG Geißleraue und Aurachwiesen bei Ostheim des Natura 2000 Projektes.

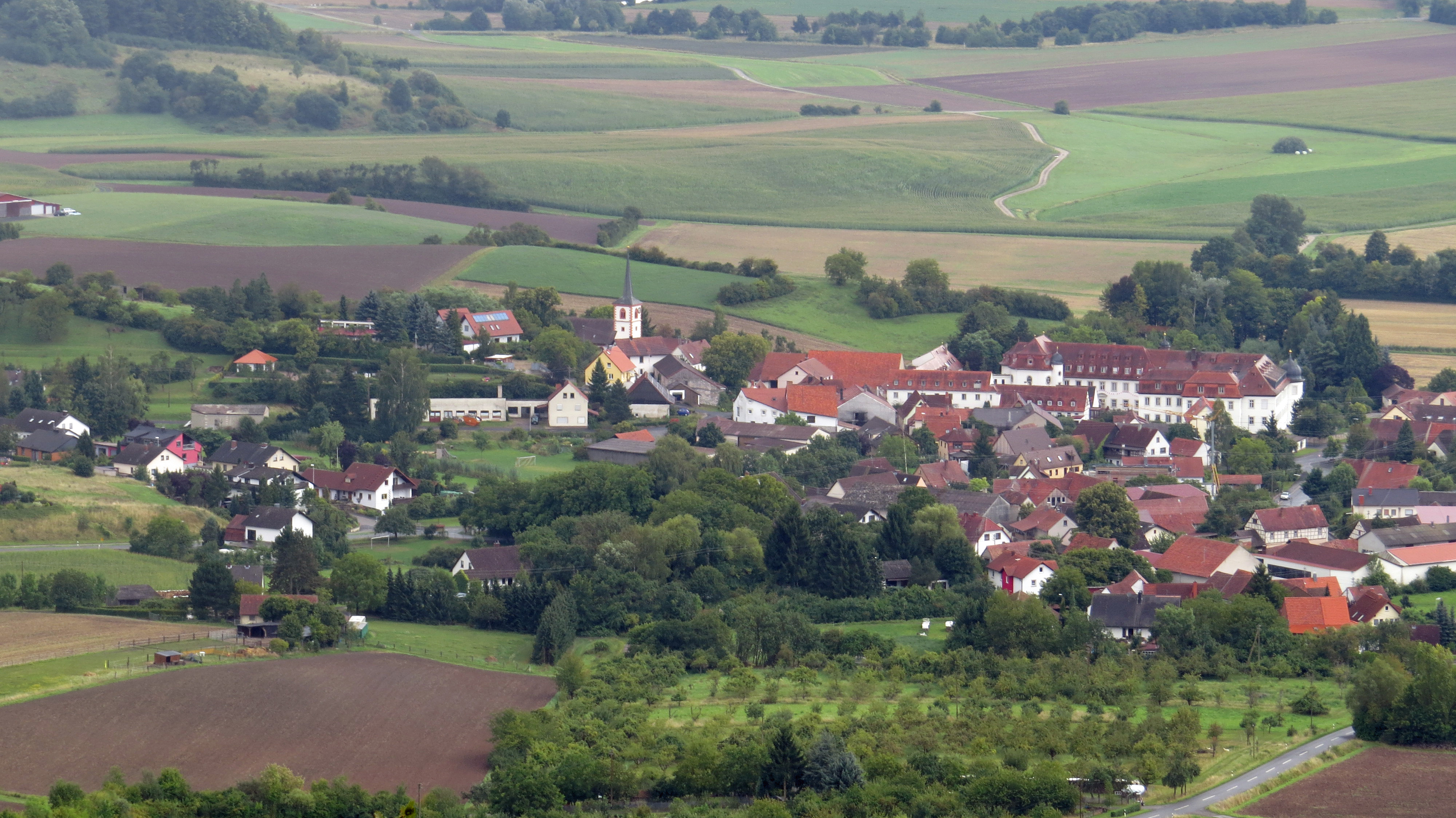
Blick von der Schwedenschanze auf Eichelsdorf, unten links die Aurach

### Einzugsgebiet
Es umfasst 24,9 km², die größtenteils in der offenen Flur des Naturraums Südliches Grabfeld liegen. Nur in einem Bogen vom Nordrand bis zum Südostrand steht Wald der Mittleren Haßberge, im Bereich der östlichen Wasserscheide zur Baunach hin. Dort liegt nahe dem nördlichsten Punkt im Bereich der Schwedenschanze sein mit 487 m ü. NHN höchster Punkt. Die westliche Wasserscheide verläuft meist deutlich tiefer, auf die nahe der südwestlichen Spitze ihres Einzugsgebietes die Aurach aufnehmende Nassach zu. Das gesamte Einzugsgebiet liegt im Gebiet der Gemeinde Hofheim in Unterfranken.

### Zuflüsse
Liste der Zuflüsse und  Seen von der Quelle zur Mündung. Mit Gewässerlänge, Seefläche und Einzugsgebiet und Höhe. Andere Quellen für die Angaben sind vermerkt.
Die Aurach entspringt auf 381 m ü. NHN, 1,3 km nördlich der Ortsmitte von Eichelsdorf in einem Trinkwasserschutzgebiet, dem Eichholz. Sie verläuft zunächst östlich.
- Ein anderer Quellast mündet von rechts und Westen auf 351 m ü. NHN, 200 Meter neben einem Waldstichweg ein. Er entsteht auf 379 m ü. NHN unweit südlich der Hauptquelle, die Aurach ist bis zu diesem Zulauf ähnlich lang und wendet sich dann nach Süden.
- Quelle und Wasserwerk am Waldaustritt der Aurach neben der Staatsstraße St 2275.
- Zulauf von rechts und Nordwesten auf 300 m ü. NHN am Nordrand von Eichelsdorf nahe dem Mühlweg, 0,7 km und 0,6 km². Entsteht auf 336 m ü. NHN kurz vor dem Waldrand neben der Straße nach Rottenstein.
- Zulauf von rechts und Nordwesten auf 292 m ü. NHN am Westrand von Eichelsdorf neben der Rottensteiner Straße, 0,2 km. Er entsteht auf 296 m ü. NHN an einem Hof in Außenlage zum Dorf.
- Die Aurach passiert einen 0,7 Hektar großen Klärteich auf 272 m ü. NHN rechts neben dem Lauf unterhalb von Eichelsdorf.
- Zulauf von links und Nordnordosten auf 265 m ü. NHN an einem Nebenweg nach Goßmannsdorf, 0,5 km und 1,0 km². Er entsteht auf 277 m ü. NHN am Westfuß des Weinbergs (bis 338 m ü. NHN).
- Zulauf von links und Nordosten auf 261 m ü. NHN zwischen Teichen nach Unterqueren der Manauer Straße (Kreisstraße HAS 40), 1,7 km und 1,1 km². Dieser entsteht auf   319 m ü. NHN nahe der Totenkapelle nördlich der Bettenburg im Bettenburger Wald.
- Zulauf von links und Ostnordosten auf 258 m ü. NHN kurz vor Ostheim,  1,8 km und 0,7 km². Entstehung auf 304 m ü. NHN nahe einem Hof in Satellitenlage zu Manau. Im Unterlauf Weggraben.
- Zulauf von links und Ostnordosten auf 256 m ü. NHN an einem Laufknick nach Westen, 0,7 km. Entsteht auf 264 m ü. NHN nahe einer Feldscheune.
- Aubach[BA 6], von rechts und Norden auf 250 m ü. NHN an der Kläranlage von Hofheim, 4,8 km und 4,0 km². Dieser entsteht auf 316 m ü. NHN, 1,5 km entfernt, im Rehholz zwischen Eichelsdorf, Friesenhausen und Rottenstein.
- Graben von rechts und Nordwesten auf 250 m ü. NHN an der Kläranlage von Hofheim, 0,4 km. Entspringt am südlichen Ortsrand von Hofheim auf 255 m ü. NHN.
- Graben von rechts und Westen auf 249 m ü. NHN, 0,6 km. Entsteht südlich von Hofheim an der Ostheimer Straße auf 258 m ü. NHN.
- Graben aus dem Hofheimer Grund von rechts und Westen auf 248 m ü. NHN, 0,4 km. Quellhöhe: 252 m ü. NHN.
- Längenbach, von links und Ostnordosten auf 248 m ü. NHN kurz vor Ostheim, 4,2 km und 6,5 km². Entstehung auf 310 m ü. NHN, 1,5 km östlich von Goßmannsdorf in einer Flurbucht neben der Kreisstraße HAS 46. Von dort fließt die Aurach südwestlich.
- Marktgraben[BA 7], von links und Südsüdosten auf 248 m ü. NHN am Nordrand von Ostheim, 0,9 km. Fließt auf 254 m ü. NHN südlich von Ostheim aus einem Hangteich.
- Zulauf von links und Osten auf 246 m ü. NHN in den Nebenlauf vor der Aurachmühle, 1,2 km und 1,1 km². Dieser entsteht südlich von Hofheim an der Ostheimer Straße auf 261 m ü. NHN am Westfuß des Höckers Wolfshügels (320 m ü. NHN).
- Hangzulauf von links und Südosten auf 245 m ü. NHN nach der Aurachmühle, 0,3 km. Dieser Weggraben entsteht auf 263 m ü. NHN.
- Straßengrabenentwässerung von rechts und Westen auf 245 m ü. NHN, 0,4 km. Entsteht auf 245 m ü. NHN.

Die Aurach mündet von links und zuletzt wieder in Nordfluss auf 244 m ü. NHN gegenüber dem Nordostrand des Ortskerns von Rügheim in die nicht wesentlich wasserreichere Nassach als Vorfluter. Das Flüsschen ist dort 9,5 km lang und hat ein Einzugsgebiet von knapp 25 km².

### Flusssystem Nassach
- Fließgewässer im Flusssystem Nassach

### Ortschaften am Lauf
- Eichelsdorf (Kirchdorf)
- Hofheim (Stadt, rechts)
- Untere Mühle (Einöde, rechts)
- Ostheim (ehemaliges Marktdorf, überwiegend links)
- Aurachsmühle (Einöde, rechts)
- Rügheim (Pfarrdorf, beidseits der Nassach an der Mündung)

### BayernAtlas („BA“)
Amtliche Online-Gewässerkarte mit passendem Ausschnitt und den hier benutzten Layern: Lauf und Einzugsgebiet der Aurach

Allgemeiner Einstieg ohne Voreinstellungen und Layer: BayernAtlas der Bayerischen Staatsregierung (Hinweise)
1. 1 2 3  Höhe abgefragt auf dem Hintergrundlayer Amtliche Karte (Rechtsklick).
2. ↑  Höhe nach schwarzer Beschriftung auf dem Hintergrundlayer Amtliche Karte.
3. ↑  Länge abgemessen auf dem Hintergrundlayer Amtliche Karte.
4. ↑  Seefläche abgemessen auf dem Hintergrundlayer Amtliche Karte.
5. ↑  Einzugsgebiet abgemessen auf dem Hintergrundlayer Amtliche Karte.
6. ↑  Name des Aubachs erschlossen aus dem der im Dorf Reckertshausen auf einem Abschnitt dem Gewässer folgenden Straße. Unterhalb des Dorfes durchläuft es das Gewann Au.
7. ↑  Name des Marktgrabens erschlossen aus dem der am Rand des Dorfes Ostheim parallel laufenden Straße.

### Gewässerverzeichnis Bayern („GV“)
1. 1 2  Länge nach: Verzeichnis der Bach- und Flussgebiete in Bayern – Flussgebiet Main, Seite 62 des Bayerischen Landesamtes für Umwelt, Stand 2016 (PDF; 3,3 MB) (Seitenzahl kann sich ändern)
2. 1 2  Einzugsgebiet nach: Verzeichnis der Bach- und Flussgebiete in Bayern – Flussgebiet Main, Seite 62 des Bayerischen Landesamtes für Umwelt, Stand 2016 (PDF; 3,3 MB) (Seitenzahl kann sich ändern)

### Sonstige
1. ↑  Albrecht Greule: Deutsches Gewässernamenbuch. Walter de Gruyter, Berlin / Boston 2014, ISBN 978-3-11-057891-1, S. 46, „Aurach“ (Auszug in der Google-Buchsuche).
2. ↑  LSG innerhalb des Naturparks Hassberge (ehemals Schutzzone)
3. ↑  Schutzgebiet Natura 2000 (Memento des Originals vom 28. Juni 2015 im Internet Archive)  Info: Der Archivlink wurde automatisch eingesetzt und noch nicht geprüft. Bitte prüfe Original- und Archivlink gemäß Anleitung und entferne dann diesen Hinweis.